# Серебряков Петро Михайлович
Петро Михайлович Серебряков (24 червня 1894, місто Кіржач Владимирської губернії, тепер Владимирської області, Російська Федерація — 16 вересня 1978, місто Москва, тепер Російська Федерація) — радянський діяч, чекіст, секретар ЦК КП(б) Білорусії. Член Центрального бюро ЦК КП(б) Білорусії з 26 листопада 1920 до 25 лютого 1921 року.

## Життєпис
Народився в родині спадкового ткача.
З 1915 до 1918 року служив у російській армії, учасник Першої світової війни.
Член РСДРП(б) з 1917 року.
У 1918 році — член Підпільного крайового комітету комуністичних організацій Білорусії та Литви; заступник голови Бобруйського підпільного районного комітету РКП(б) Мінської губернії.
У 1918 — лютому 1919 року — голова Бобруйської надзвичайної комісії (ЧК) Мінської губернії.
З лютого 1919 року — голова Мозирського повітового комітету КП(б) Литви та Білорусії Мінської губернії; голова Мозирської повітової надзвичайної комісії (ЧК) Мінської губернії; інструктор Гомельського губернського комітету РКП(б).
З липня до листопада 1920 року — голова Бобруйського повітового революційного комітету; голова виконавчого комітету Бобруйської повітової ради Мінської губернії.
26 листопада 1920 — 7 січня 1921 року — секретар ЦК КП(б) Білорусії.
У 1923 році закінчив Московське вище технічне училище.
З 1923 року — на партійній, адміністративно-господарській роботі (РРФСР, Узбецька РСР).
Подальша доля невідома.
Помер 16 вересня 1978 року в Москві. Урна з прахом похована в колумбарії на Ваганьківському цвинтарі.